# Hrvaška
Hrvaška, uradno Republika Hrvaška (hrvaško Republika Hrvatska, ), je suverena država z nekaj manj kot 3,9 milijona prebivalcev (2023) na stičišču Srednje Evrope, Jugovzhodne Evrope in Sredozemskega morja. Glavno mesto je Zagreb, ki tvori posebno administrativno območje, ozemlje države pa je  razdeljeno še na dvajset upravnih enot – županij. Ozemlje Hrvaške pokriva 56.594 km2 in ima sicer raznoliko, vendar večinoma celinsko in sredozemsko podnebje. Razprostira se od skrajnih vzhodnih robov Alp na severozahodu do Panonske nižine in bregov reke Donave na vzhodu, njen osrednji del pokriva Dinarski gorski masiv, južni in zahodni del pa se končujeta na obali Jadranskega morja. Na severu in severozahodu meji na Slovenijo, na severu na Madžarsko, na jugu in vzhodu na Bosno in Hercegovino, na jugu na Črno goro ter na vzhodu na Srbijo. Hrvaška obala Jadranskega morja je dolga 1778 km, ob njej pa leži tudi več kot 1200 otokov. Prebivalstvo države se gilblje okoli štirih milijonov, večino od tega so Hrvati, prevladujoča veroizpoved pa je rimskokatoliška. Številčno najpomembnejša manjšina so prebivalci srbske narodnosti oziroma pravoslavne vere.
Ozemlje Hrvaške je naseljeno že od paleolitika (krapinski /pra/človek), Hrvati pa so na ozemlje sedanje Hrvaške prispeli v začetku 7. stoletja. Državo so do 9. stoletja organizirali v dve kneževini, Panonsko in Primorsko Hrvaško. Tomislav je postal kralj leta 925 in s tem Hrvaško povzdignil v kraljestvo. Hrvaško kraljestvo je ohranilo samostojnost skoraj 200 let (925–1102) in doseglo svoj vrh v času kraljev Petra Krešimirja IV. in Dimitrija Zvonimirja. Leta 1102 je Hrvaška vstopila v personalno unijo z Madžarsko. Leta 1527 je v vihri vojne z otomanskim imperijem hrvaški parlament okronal Habsburga Ferdinanda I. kot hrvaškega kralja. Po prvi svetovni vojni je leta 1918 Hrvaška postala del nepriznane države Slovencev, Hrvatov in Srbov, ki je nastala na pogorišču Avstro-Ogrske, nato pa še Kraljevine Srbov, Hrvatov in Slovencev in nato Jugoslavije. Med drugo svetovno vojno je obstajala fašistična Neodvisna država Hrvaška. Po vojni je Hrvaška postala ustanovni član in federalna enota (republika) najprej Federativne, nato pa Socialistične federativne republike Jugoslavije. Junija 1991 je skupaj s Slovenijo razglasila neodvisnost, ki je v veljavo stopila 8. oktobra istega leta. Navkljub neodvisnosti pa se je Hrvaška še štiri leta zatem s srbskimi in jugoslovanskimi (para)vojaškimi silami z orožjem borila za suverenost nad svojim celotnim ozemljem (glej: vojna na Hrvaškem). Spori in spopadi so se za diplomatsko mizo zaključili šele leta 1995 s podpisom daytonskega sporazuma med Hrvaško, Srbijo ter Bosno in Hercegovino.
Hrvaška je unitarna država, republika s parlamentarno demokracijo. Mednarodni denarni sklad Hrvaško definira kot razvito državo, Svetovna banka pa kot visokodohodkovno gospodarstvo. Hrvaška je članica Evropske unije (od 2013), zveze NATO, Sveta Evrope, Svetovne trgovinske organizacije, Sredozemske zveze, evroobmočja in schengenskega območja. Kot aktivni član OZN ter njenih mirovnih sil je sodelovala v Afganistanu ter v letih 2008–2009 delovala kot nestalna članica Varnostnega sveta pri OZN.
Leta 2017 je v gospodarstvu prevladoval storitveni sektor z okoli 70% BDP, sledi industrija z okoli 26,2 % in kmetijstvo z okoli 3,7 %. Temu ustreza tudi zaposlitev: storitve 70,8 %, industrija 27,3 %, kmetijstvo 1,9 %. Pomemben storitveni sektor je (zlasti poletni) turizem, saj se Hrvaška uvršča med dvajset najpriljubljenejših območij na svetu. Hrvaško je recesija v letih 2009–2015 močno prizadela, z ne preveč optimističnimi obeti v prihodnje. Za Hrvaško je Slovenija po obsegu tretji zunanjetrgovinski partner (tako pri izvozu kot uvozu). Najpomembnejši hrvaški zunanjetrgovinski partner so države EU, zlasti Italija in Nemčija, pomembno pa je tudi sodelovanje z BiH. Prisotnost državne regulative v gospodarstvu ter proračunska potrošnja sta še vedno visoka.
Hrvaška prebivalcem zagotavlja splošno dostopen zdravstveni in brezplačni osnovnošolski in srednješolski šolski sistem. Eden glavnih prebivalstvenih izzivov trenutne Hrvaške je nizka rodnost, izseljevanje mladih ter staranje preostalega prebivalstva.

## Etimologija
Ime Hrvaške izhaja iz srednjeveške latinske besede Croātia – v primerjavi z DUX CRUATORVM [sic] ("Vojvoda Hrvatov") izpričano v Branimirjevem napisu, ki je sam po sebi izpeljanka severozahodno slovanskega *Xrovat-, z metatezo likvidov, najverjetneje iz skupnoslovanskega izraza *Xorvat- in še prej najverjetneje iz praslovanskega *Xarwāt- (*Xъrvatъ) ali *Xŭrvatŭ (*xъrvatъ).
Izvor imena je nejasen, vendar je najverjetneje gotski ali indo-arijanski izraz za slovanska plemena. Najstarejši ohranjeni zapis hrvaške oznake za ljudstvo *xъrvatъ je iz Baške plošče v obliki zvъnъmirъ kralъ xrъvatъskъ ("Zvonimir, hrvaški kralj").
Prva omemba latinskega imena je pripisana listini vojvode Trpimirja I. iz leta 852. Original je izgubljen, ohranjen je le prepis iz 1568, kar vodi k dvomom o resničnosti trditve. Najstarejši ohranjeni zapis v kamnu je z Branimirjevega napisa iz 9. stoletja (ki so ga našli v bližini današnjega Benkovca), kjer vojvodo Branimirja naslavljajo z nazivom Dux Cruatorvm. Točen datum nastanka ni gotov, splošno pa velja, da je najverjetneje iz obdobja med letoma 879 in 892, kar sovpada z obdobjem Branimirjeve vladavine.

## Zgodovina

### Prazgodovina in zgodnja antika
Ozemlje sedanje Hrvaške je bilo poseljeno že v prazgodovini. Izkopavanja v severni Hrvaški so razkrila fosilne ostanke neandertalcev, ki izhajajo iz obdobja srednjega paleolitika. Najbolj znano ter najbolje predstavljeno nahajališče se nahaja v Krapini (t.i. krapinski človek). V vseh hrvaških regijah so našli tudi ostanke neolitskih in bakrenodobnih kultur. Največji del najdišč leži v rečnih dolinah severne Hrvaške, med njimi so najbolj znane lasinjska kultura, vučedolska kultura in badenska kultura. Iz železne dobe izhajajo ostanki ilirske halštatske kulture in keltske kulture.

### Obdobje Grkov in Rimljanov
Precej kasneje so območje poselili Liburni in Iliri, medtem ko prve grške kolonije zasledimo na otokih Hvar (Pharos), Korčula (Melaina Korkyra) in Vis (Issa). Leta 9 našega štetja je ozemlje današnje Hrvaške postalo del Rimskega imperija (rimska provinca Dalmatia). Cesar Dioklecijan je po upokojitvi leta 305 na mestu današnjega Splita zgradil palačo, katere ostanki so vidni še danes; v Pulju pa še vedno stoji dobro ohranjen rimski amfiteater.
V 5. stoletju je eden zadnjih vladarjev Zahodnega rimskega cesarstva, Julius Nepos, svojemu cesarstvu vladal iz splitske palače. Obdobje se je zaključilo z vdori Avarov in Hrvatov v prvi polovici 7. stoletja, med katerimi so bila uničena skoraj vsa rimska mesta. Romanski staroselci so se umaknili v mesta na obali, otokih in gorah. Tako je mesto Dubrovnik nastalo iz preživelih iz mesta Epidaurum (današnji Cavtat).

### Prihod Hrvatov in srednji vek
Etnogeneza Hrvatov je nezanesljiva in jo razlaga več teorij, med katerima sta v ospredju slovanska in iranska. Najširše sprejeta, slovanska, govori o selitvi Belih Hrvatov z območja Bele Hrvaške v obdobju preseljevanja ljudstev. Nasprotno, iranska teorija govori o iranskem izvoru na osnovi plošče iz Tanaisa, kjer so v grščini zapisana imena Χορούαθ[ος], Χοροάθος in Χορόαθος (Khoroúathos, Khoroáthos, and Khoróathos) in njihova razlaga kot imena za Hrvate.
Slovanski predniki današnjih Hrvatov in ostali Južni Slovani naj bi se ustalili na sedanjem območju tik pred začetkom 7. stoletja ali, po drugi teoriji, nekje do 9. stoletja. Hrvaška je bila prvič omenjena v frankovskih in bizantinskih kronikah v 9. stoletju, njene meje pa je prvi opisal bizantinski cesar Konstantin VII. Porfirogenet v 10. stoletju v delu De Administrando Imperio. Nastali sta dve kneževini, Panonija (s sedežem v Sisku) in Hrvaška (s sedežem v Ninu.), ki sta jima vladala Ljudevit in Borna, kot v svojih kronikah navaja Einhard v letu 818. Najvišji položaj v zgodnji hrvaški državi je zasedal knez, ki so ga izvolile pomembne hrvaške družine. Od začetka 10. stoletja pa je nosil naziv kralj, krona je postala nato dedna in večina poglavarjev v naslednjih 300 letih je izhajala iz dinastije Trpimirovićev. Od pogodbe v Aachnu v letu 812, ki je končala vojno med vzhodnim in zahodnim cesarjem, je Hrvaška postala vazalna država Karla Velikega in njegovih naslednikov. 
Frankovska nadvlada se je končala med vladanjem kneza Mislava dve desetletji kasneje. V tem času se je območje med Savo in Dravo, poznano kot Spodnja Panonija, kasneje Slavonija, razvilo v kneževino pod svojimi domačimi knezi. Prvi domači hrvaški kralj, ki ga je priznal papež, deloma po svojih močeh in sposobnostih, deloma pa zaradi nemoči zahodnih vladarjev, je bil knez Branimir, ki je priznanje papeža Janeza VIII. prejel 7. junija 879.
Po Konstantinu VII. naj bi se pokristjanjevanje začelo v 7. stoletju, vendar teorija ni sprejeta in se pokristjanjevanje običajno povezuje z 9. stoletjem.
Posebno mesto v hrvaški zgodovini so zasedali vladarji obalnih in otoških mest, ki so bila od 812. leta vključena v bizantinsko provinco Dalmacijo. Ta mesta Zadar, Split, Trogir, Dubrovnik, Kotor, Krk, Rab in Osor so bile nekakšne trdnjave tuje moči sredi hrvaškega kraljestva in so tako predstavljala določeno nevarnost. Zaradi tega je hrvaški kralj stopil na bizantinsko stran v njihovi vojni z Bolgari v 9. in 10. stoletju in kot nagrado za to pomoč so dobili pod svojo upravo provinco Dalmacijo, ki so ji vladali v bizantinskem imenu. Takšen položaj je bil v obdobju kralja Tomislava, ki je bil tudi prvi v virih izpričan kralj (v pismu papeža Janeza X., s katerim hrvaško kraljestvo datiramo v leto 925), ki je nosil naziv kralj Hrvaške in Dalmacije, in Štefana Držislava (969–997). Med vladanjem kralja Petra Krešimirja IV. (1054–1074) in Dimitrija Zvonimirja (1075–1089) je bila Dalmacija dokončno vključena v hrvaško kraljestvo in se je s tem ločila od bizantinskega imperija, hrvaško kraljestvo pa je ta čas doseglo svoj največji obseg. Ko je kralj Stjepan II. umrl leta 1091 in s tem postal zaključil dinastijo Trpimirovićev, je ogrski kralj Ladislav I. v imenu svoje sestre Helene, žene Dimitrija Zvonimirja, zahteval hrvaško krono. Odpor tej zahtevi je vodil do bitke na Gvozdu (sedaj Petrovi gori) 1097, katere končni rezultat – poraz Hrvatov in smrt kralja Petra Svačića – je bilo leta 1102 kronanje madžarskega kralja Kolomana za kralja Hrvaške in vstop v personalno unijo z Ogrsko; kralja je formalno izvolilo hrvaško plemstvo in nov kralj se jim je zahvalil v obliki oprostitve plačevanja davkov. To pa jim je zamerilo madžarsko plemstvo. Oblast na Hrvaškem je v tem času predstavljal sabor in ban, Hrvaška pa je bila skoraj štiri stoletja administrativno ločena od Ogrske.
Dalmatinska mesta so bila predmet beneških interesov, zato so se mesta morala v času med 12. in 14. stoletju stalno bojevati za svojo svobodo. Kljub temu je Beneška republika do leta 1428 prevzela oblast nad Zadrom in Rabom (ne pa tudi nad Raguzo-Dubrovnikom), toda kralj in hrvaško plemstvo sta preprečila okupacijo celotne province. Ko je pričela moč madžarskih Arpadovičev slabeti, so postali hrvaški bani iz družine Šubič-Bribir (kasneje Zrinski) pravzaprav neodvisni vladarji. Pavel, pripadnik Anžuvinske dinastije iz Neaplja, kot novi vladar pa je moč teh hrvaških banov kmalu zlomil. Posledica tega je bilo beneško zavzetje vseh dalmatinskih mest, zato je kralj Ludvik Veliki začel z vojno proti Benečanom, ki se je končala v njegovo korist leta 1358 s pogodbo v Zadru, s katero je provinca Dalmacija zopet pripadla Hrvaški. Hkrati je to tudi rojstni datum Dubrovniške republike, ki je bila sicer pod oblastjo madžarsko-hrvaških kraljev, toda delovala je povsem avtonomno. Novo obdobje nazadovanja centralne kraljeve oblasti pod kraljem Sigismundom in njegovih naslednikov je omogočilo Benetkam v obdobju 1409–1480, da so za skoraj štiri stoletja zavzele nadzor nad dalmatinskimi mesti z izjemo Dubrovnika, vse do leta 1797.

### Habsburška monarhija in Avstro-Ogrska
Prelomen trenutek v hrvaški zgodovini je bil prihod Turkov na Balkan. Po srbskem porazu v Kosovski bitki (1389) in padcu bosanskega kraljestva (1463) se je turški imperij razširil do hrvaških meja. Država je bila izpostavljena številnim in pogostim turškim napadom, ki so povzročili številne človeške žrtve, nekatere ljudi so odvedli s sabo, v velikem delu populacije je prišlo do migracij, prav tako pa je prišlo do teritorialnih izgub. Proti koncu 16. stoletja so bile hrvaške in slavonske meje potisnjene daleč nazaj na zahod, tako oslabljeni Hrvaška in Slavonija sta bili ponovno združeni, od druge polovice 16. stoletja sta imeli tudi skupnega bana. Hrvaški poraz v bitki na Krbavskem polju v Liki leta 1493, madžarski poraz v bitki pri Mohaču (1526) in smrt kralja Ludvika II. so vnesli potrebo po izvolitvi novega vladarja. Hrvaško plemstvo je videlo edino upanje zoper Turke v podpori s strani Habsburžanov. Zato se je hrvaški parlament leta 1527 zbral v Cetini in izbral nadvojvodo Ferdinanda za kralja Hrvaške (1. 1. 1527), pod pogojem, da bo Hrvaško varoval pred otomanskim imperijem in hkrati ohranil njene politične pravice. V tem obdobju se je uveljavilo plemstvo iz družin Frankopan in Zrinski, iz katerih so nato v prihodnosti izšli številni bani. Madžarsko plemstvo pa je podpiralo Ivana Zapoljo, člana plemiške družine iz Slavonije, in po obdobju državljanske vojne je bil Ferdinand tudi s strani madžarskega plemstva potrjen za novega kralja. Habsburžani so tako vladali obema državama vse do leta 1918. V 16. stoletju so Habsburžani in hrvaško plemstvo organizirali in postavili obrambni pas proti Turkom, imenovan Vojna krajina. 
Habsburška politika je pripeljala do upora vidnejšega hrvaškega in madžarskega plemstva, katerega cilj je bilo svobodno hrvaško kraljestvo v vazalnem odnosu do Osmanskega imperija. Zrinsko-Frankopanski upor je bil odkrit in zatrt, njegovi voditelji so bili leta 1671 obglavljeni, Turkom pa odprta pot za obleganje Dunaja 1683.
V tem obdobju je prišlo tudi do znatnih demografskih sprememb. Hrvati so bežali v Avstrijo in sedanji gradiščanski Hrvati so njihovi neposredni potomci. Da bi nadomestili bežeče prebivalstvo, so Habsburžani povabili krščansko prebivalstvo Bosne in Srbije. Dolžnost teh svobodnih poljedelskih naseljencev je bilo bojevanje proti Turkom, bili so oproščeni plačevanja davkov; po verski pripadnosti so bili deloma katoliki, deloma pa pripadniki pravoslavne veroizpovedi in ti so bili imenovani tudi kot Vlahi. Srbske migracije v to področje so dosegle vrhunec med velikimi srbskimi migracijami leta 1690 in v letih 1737–39. Podoben proces se je dogajal tudi v Dalmaciji; po uspešnih vojnah v 17. in 18. stoletju proti Turkom in ponovni priključitvi večine delov srednjeveške Hrvaške so bili že pod Benečani naseljeni na območje Dalmacije srbski živinorejci kot mejni vojaki, največ okoli mesta Knin, kjer so kmalu prevladali nad krščansko večino.
Uspešna vojna proti Turkom (npr. bitka pri Sisku leta 1593, kjer so sodelovali tudi Slovenci pod vodstvom Andreja Turjaškega) se je končala s pogodbo v Sremskih Karlovcih (1699) in s Požarevskim mirom (1718; ta ureja mejo med Beneško republiko in Turčijo), nekateri deli Hrvaške in Slavonije so se osvobodili in meje ob Bosni in Hercegovini iz leta 1718 so ostale skoraj enake vse do danes.
V letu 1712 je bil izglasovan zakon, ki je dovolil ženski članici Habsburške dinastije biti okronana za vladarico v primeru, če ni nobenega moškega naslednika, kar je kasneje Mariji Tereziji, kljub nasprotovanju madžarskega plemstva, omogočilo priti do madžarske krone. Hrvaško plemstvo je novo cesarico podprlo; Hrvaški je zavladala leta 1767 na kraljevem koncilu, ki je bil hkrati prva hrvaška vlada, ki je obstajala do leta 1779, cesarica pa se je za podporo oddolžila z ugodnostmi in pravicami za Hrvaško.
V času Napoleonovih vojn sta tako Beneška kot Dubrovniška republika izgubili svojo neodvisnost, Francozi pa so zasedli ozemlje pod beneškim nadzorom in leta 1809 je ozemlje postalo del Ilirskih provinc s sedežem v Ljubljani. Kot odgovor je britanska mornarica z otoka Visa izvajala blokado Jadranskega morja, ki je vodila do bitke pri Visu leta 1811. Ilirske province so Avstrijci zavzeli leta 1813 in so po Dunajskem kongresu 1815 postale del Avstrijskega cesarstva. S tem so se vsa ozemlja osrednje in primorske Hrvaške zopet združila pod isto krono.
1830. in 1840. so bila leta romantičnega nacionalizma, ki so navdihovala hrvaški nacionalni preporod, t.i. ilirsko gibanje, politično in kulturno gibanje, ki je zagovarjalo enotnost vseh južnih Slovanov v cesarstvu. Glavni cilj gibanja je bil uveljavitev standardnega slovanskega jezika kot protiutež madžarščini, skupaj z spodbujanjem hrvaške literature in kulture. Med madžarsko revolucijo leta 1848 je bila Hrvaška na avstrijski strani, ban Josip Jelačić je leta 1849 pomagal poraziti madžarske sile in s tem spodbudil obdobje germanizacije.
Do 1860. so posledice neuspešne germanizacije v cesarstvu postale vidne, kar je vodilo do avstrijsko-madžarskega kompromisa leta 1867 in nastanka personalne unije med Avstrijskim cesarstvom in madžarskim kraljestvom; ob takrat oslabljeni Avstriji po izgubah v vojni s Prusijo in Italijani je na moči v cesarstvu pridobila Madžarska in leta 1868 so bili hrvaški predstavniki prisiljeni v sprejetje sporazuma z Madžarsko. Dogovor je določal preoblikovanje Hrvaške v enotno državo, z združenima kraljestvoma Hrvaška in Slavonija, z lastnimi notranjimi organi, sodstvom in izobraževalnim sistemom, toda kot del Madžarskega kraljestva. Kraljestvo Dalmacija je bilo pod avstrijskim nadzorom, medtem ko je Reka obdržala status corpus separatum, uveljavljen leta 1779.
Ko je Avstro-Ogrska na podlagi Berlinskega dogovora iz leta 1878 okupirala Bosno in Hercegovino, je bilo do takrat obmejno vojaško področje leta 1881 zopet podrejeno neposredno hrvaškemu parlamentu, v skladu z hrvaško-madžarskim dogovorom. Obnovljene napore za ponovno uveljavitev velike Avstrije s Hrvaško kot federalno enoto je ustavila prihajajoča 1. svetovna vojna. Razdelitev države na Dalmacijo in ostalo Hrvaško, kot tudi položaj hrvaškega parlamenta, ki je bil izključen iz cesarskega, je v tem obdobju povzročilo krepitev moči politikov, ki so bili naklonjeni ideji o združenju Južnih Slovanov ter odcepitvi iz cesarstva.

### Kraljevina SHS in Jugoslavija
29. oktobra 1918 je hrvaški parlament (Sabor) razglasil neodvisnost in sprejel odločitev o pridružitvi novoustanovljeni Državi Slovencev, Hrvatov in Srbov, ki je, z Zagrebom kot glavnim mestom, obstajala komaj mesec dni. Srbska populacija je želela hitro združitev s Srbskim kraljestvom, na drugi strani pa so italijanske grožnje po zavzetju obsežnih hrvaških območij v Dalmaciji prisilile Hrvaško, da je tudi sama prosila za pomoč Srbijo. Država je nato 1. decembra 1918 vstopila v unijo z Kraljevino Srbijo in oblikovala Kraljevino Srbov, Hrvatov in Slovencev s sedežem v Beogradu. Hrvaški sabor v resnici ni nikoli pisno potrdil združitve s Srbijo in Črno goro. Vidovdanska ustava iz leta 1921 je državo opredelila kot unitarno, razpust sabora pa je skupaj z brisanjem administrativnih meja dejansko zaključil obdobje hrvaške samostojnosti. Hrvaška je bila administrativno ločena na več področij in praktično na robu obstoja. Novi ustavi je nasprotovala najštevilčnejša hrvaška stranka, Hrvaška seljačka stranka (HSS; Hrvaška kmečka stranka) pod vodstvom Stjepana Radića.
V letu 1925 in še nekaj let pozneje je po vsej Kraljevini SHS potekala Tisočletnica Hrvaškega kraljestva, ki so jo začeli pripravljati leta 1906 Družba »Bratje Hrvaškega Zmaja«. Obletnico so zaznamovali z vrsto kulturnih dogodkov, proslav ter postavitvijo spomenikov in spominskih plošč po vsej Kraljevini.
Politični položaj se je še poslabšal po Radićevem umoru v državnem parlamentu, kar je privedlo do uvedbe diktature kralja Aleksandra januarja 1929. Diktature je sicer formalno bilo konec 1931, ko je kralj uveljavil še bolj unitarno ustavo, država pa je dobila manj z narodi povezano novo ime: Kraljevina Jugoslavija. Hrvaške politične stranke so v obdobju kraljeve diktature delovale v opoziciji. HSS, ko jo je sedaj vodil Vladko Maček, je še naprej zagovarjala federalizacijo, kar je na koncu, ob naraščajoči grožnji 2. svetovne vojne, avgusta 1939 privedlo do dogovora princa Pavla z Vladkom Mačkom in srbskim premierom Dragišo Cvetkovićem – dogovor Cvetković–Maček – in s tem do avtonomije Banovine Hrvaške. Jugoslovanska vlada je zadržala nadzor nad obrambo, notranjo varnostjo, zunanjimi zadevami, trgovino in transportom, ostale stvari pa prenesla na Sabor in s strani kralja imenovanega bana.

### Neodvisna država Hrvaška (NDH)
Ko so aprila leta 1941 Nemci okupirali Jugoslavijo, je mnogo Hrvatov videlo v tem osvoboditev po dolgem obdobju zatiranja. Nemci in Italijani so se strinjali glede ustanovitve Neodvisne države Hrvaške (Nezavisna država Hrvatska) s fašistično vlado. Meje te države so vključevale Hrvaško, dele Bosne in Hercegovine in Srem ter nekaj ozemlja na južni meji današnje Slovenije, okoli Obrežja. Hrvaški fašisti so nemudoma sprejeli nürnberške zakone in pričeli z zatiranjem in preganjanjem Judov (ocena je, da jih je od 39.000 preživelo le 9.000) in Srbov; prišlo je do ustanovitve koncentracijskega taborišča Jasenovac ter spremembe rabe zaporov v Stari Gradiški. Ocena števila med vojno s strani ustaškega režima NDH pobitih hrvaških Srbov je okoli 500.000. Po drugi strani je ocena števila umrlih Hrvatov okoli 200.000, kar vključuje tako žrtve fašističnega režima, partizane, kot tudi medvojne žrtve in žrtve povojnih pobojev članov kolaborantske vojske.
22. junija 1941 je bila blizu Siska ustanovljena prva hrvaška protifašistična partizanska skupina (prva v nemško zasedeni Evropi). Kljub temu pa so bile ob začetku vojne partizanske skupine politično nehomogene in komunisti so jih kmalu vključili pod svoj nadzor. Leta 1943 so hrvaški partizani ustanovili antifašistični parlament, ki je združeval Istro s Hrvaško. Po zmagi nad fašisti je to postal tudi uradni parlament, meje Hrvaške pa so bile na novo oblikovane. Ob meji z Bosno in Hercegovino je obveljala že dve stoletji stara mejna črta, meja s Srbijo pa je bila oblikovana skladno z nacionalno večino v regiji Srem. Hrvaška je dobila tudi provinco Baranjo z večinoma hrvaško populacijo ter že omenjeno Istro. Tako kot v Sloveniji je tudi precejšen del Hrvatov umrl v povojnih pobojih, od katerih se jih je zaradi umikanja kolaborantskih enot NDH ter civilnega prebivalstva proti Avstriji znaten del zgodil prav na ozemlju Slovenije in bližnje okolice (Tezno pri Mariboru, Pliberk, Teharje, Barbarin rov ...), kar na Hrvaškem pogosto označujejo z izrazom "križev pot" (hrv. križni put).

### Hrvaška kot del socialistične Jugoslavije
Po koncu 2. svetovne vojne je Hrvaška postala enostrankarska socialistična federalna enota (republika) SFR Jugoslavije, v kateri je bila na oblasti Komunistična stranka Hrvaške. Znotraj federacije je uživala določeno stopnjo samostojnosti. Leta 1967 so hrvaški pisci in jezikoslovci objavili Izjavo o statusu in imenu standardnega hrvaškega jezika, s čimer so želeli doseči večjo samostojnost hrvaščine. Izjava je prispevala k razvoju narodnega gibanja za večje človekove pravice in decentralizacijo jugoslovanskega gospodarstva, ki je doseglo vrhunec z Hrvaškim poletjem leta 1971. Politični nasprotniki so gibanje imenovali MASPOK (masovni pokret). Najvidnejši vodje gibanja so bili Savka Dabčević-Kučar (1923–2009) in Miko Tripalo (1926–95), poleg njiju pa še Pero Pirker, Ivan Šibl, Dragutin Haramija, razumniki kot Vlado Gotovac in Marko Veselica, ter študentski vodje Dražen Budiša in Ivan Zvonimir Čičak. Zaradi sodelovanja je bilo obsojenih več kot 2000 oseb, več deset tisoč pa je izgubilo službo ali pa so bili premeščeni na nižja delovna mesta. Prepovedano je bilo delovanje Matice hrvatske ter ukinjeni številni časopisi in listi, vse po ukazu najvišjega jugoslovanskega vodstva. Kljub vsemu je jugoslovanska ustava iz leta 1974 zveznim enotam podelila večjo samostojnost in s tem pravzaprav izpolnila cilje hrvaške pomladi ter pripravila pravno osnovo za neodvisnost federalnih enot.
Po smrti jugoslovanskega predsednika Josipa Broza Tita leta 1980 se je politično stanje v Jugoslaviji poslabšalo, mednarodnostne napetosti pa je še podžgal Memorandum Srbske akademije znanosti in umetnosti (1986) ter prevrati v Vojvodini, Kosovu in Črni gori (1989).

### Samostojna država
Januarja 1990 se je Komunistična stranka Jugoslavije razdrobila po narodnostnih linijah, pri čemer je hrvaški del zahteval ohlapnejšo federacijo. Istega leta so na Hrvaškem izpeljali prve večstrankarske volitve po koncu 2. svetovne vojne, po katerih je zmaga Franja Tuđmana še dodatno zaostrila mednarodnostna nasprotja. Po desetletjih je ponovno začel delovati svobodno izvoljen parlament, sabor. Kmalu po volitvah je parlament junija 1991 razglasil popolno suverenost Republike Hrvaške, sklicujoč se tudi na dejstvo, da Hrvaška kot država z več ali manj neodvisnosti obstaja že več kot 11 stoletij (z izjemo 15-letnega obdobja v predvojni Jugoslaviji). Neodvisnost je v veljavo stopila 8. oktobra 1991. 
Nekateri izmed hrvaških Srbov so po tem zapustili sabor in razglasili neodvisnost območij, ki so kmalu postala znana kot nepriznana Srbska republika Krajina, s čimer so hoteli doseči polno neodvisnost teh območij od Hrvaške. Navkljub neodvisnosti pa se je Hrvaška še štiri leta zatem s srbskimi in jugoslovanskimi (para)vojaškimi silami z orožjem borila za suverenost nad svojim celotnim ozemljem (glej: vojna na Hrvaškem). Leta 2013 je Hrvaška postala polnopravna članica Evropske unije.

## Geografija
Hrvaška leži na stičišču Srednje in Jugovzhodne Evrope. Meji na Slovenijo in Italijo (morska meja) na (severo)zahodu, Madžarsko na severovzhodu, Srbijo na vzhodu, Bosno in Hercegovino na (jugo)vzhodu, Črno goro na skrajnem jugovzhodu ter Jadransko morje na jugozahodu. Večina ozemlja se razteza med geografskima širinama 42° in 47° severno ter dolžinama 13° in 20° vzhodno. Del ozemlja na skrajnem jugu okoli Dubrovnika je praktično eksklava, ki je z ostalim ozemljem povezana le preko teritorialnih voda, na kopnem pa dostop seka ozemlje kratke obale Bosne in Hercegovine pri Neumu. Do tega ozemlja je trenutno brez prečkanja meja moč priti le preko trajektne povezave Ploče–Trpanj na polotoku Pelješac: Na Pelješac je Hrvaška zgradila veličasten most s pomočjo kitajskih gradbenikov in slovenskih inženirjev (M. Pipenbacher).
Ozemlje obsega 56.594 km², od tega 56.414 km² kopna in 128 km² celinskih voda.  Hrvati pogosto prištevajo območje morja, kar podvoji površino države. Po površini je realno 127. država na svetu. Nadmorska višina se giblje od vrhov v Dinarskem gorovju z najvišjim vrhom Dinara (1831 m) blizu meje z Bosno in Hercegovino na jugu do obale Jadranskega morja, ki se razteza po celotni jugozahodni meji. Hrvaško obalo zaznamuje več kot 1000 otokov in otočkov ter čeri različnih velikosti, od katerih je stalno naseljenih le 48 otokov. Največja otoka sta Cres in Krk, vsak z okoli 405 km².
Gričevnati severni deli Hrvaškega Zagorja in ravnice Slavonije na vzhodu, ki je del Panonske nižine, so prepredeni z večjimi rekami, kot so Donava, Drava, Kolpa in Sava. Donava, druga najdaljša evropska reka, teče skozi mesto Vukovar na skrajnem vzhodu in predstavlja mejo s Srbijo. Osrednja in južna območja ob jadranski obali sestavljajo nižja gorovja in gozdnata višavja.
Kraška območja sestavljajo približno polovico Hrvaške in so zlasti prevladujoča na območju Dinarskega gorovja. Na tem območju je tudi precej kraških podzemnih jam, izmed katerih je 49 globljih od 250 m, 14 od njih globljih od 500 m in 3 globlje od 1000 m. Najbolj znana hrvaška jezera so Plitvička jezera, skupina 16 jezer s slapovi, ki jezera povezujejo prek pregrad iz dolomita in apnenca. Jezera so znana po svoji značilnih barvah, ki se raztezajo od turkizne do globoko zelene, sive ali modre.
Naravni viri, ki so na voljo v količinah, primernih za gospodarsko izkoriščanje, vključujejo nafto, premog, boksit, manj kvalitetno železovo rudo, kalcij, apno, naravni asfalt, siliko, glino, sol in hidroenergijo.
- Dinara je najvišji vrh v Hrvaški (1831 m)
- Hrvaška ima preko 1000 otokov; na sliki: narodni park Mljet, najstarejše zaščiteno območje v Sredozemlju
- Eden izmed otočkov v Kornatih
- Plitvička jezera, Unescova svetovna dediščina
- Polja v Hrvaškem Zagorju
- Polja v ravninski Slavoniji, delu Panonske nižine

### Biotska raznovrstnost
Hrvaško lahko zaradi podnebja in oblike površja razdelimo na več ekoregij. Zaradi tega dejstva je z vidika biotske raznovrstnosti ena izmed najbogatejših evropskih držav. Na hrvaškem ozemlju so zastopani štirje biogeografski tipi: mediteranski ob morski obali in v neposrednem zaledju, alpski po večini Gorskega Kotarja, panonski ob Dravi in Donavi ter celinski v ostalih predelih. Med bolj opaznimi so kraški habitati s podvodnim okoljem, kot npr. v reki Zrmanji in Krki, ter s podzemnimi habitati.
Kraško območje skriva okoli 7000 jam in manjših lukenj; nekatere izmed njih so, tako kot v Sloveniji, bivališče edinega znanega jamskega vretenčarja, človeške ribice. V državi so znatno zastopani tudi gozdovi, ki pokrivajo 2.490.000 hektarjev, kar predstavlja 44 % hrvaškega kopna. Drugi tipi življenjskega okolja vključujejo mokrišča, travnike, barja in močvirja, grmičevja ter obalna in morska okolja.
V smislu fitogeografije Hrvaška leži v zmerno hladnem ter sredozemskem območju. Svetovni sklad za naravo (angleško World Wide Fund for Nature - WWF) deli Hrvaško v tri ekoregije: panonski mešani gozdovi, mešani gozdovi Dinarskega gorstva in ilirski hrastovi gozdovi.
Na ozemlju Hrvaške je dokumentiranih 37.000 vrst živih bitij, ocenjena številka pa je med 50.000 in 100.000. Trditev temelji na skoraj 400 novih vrstah, odkritih samo v letih med 2000 in 2005. Od tega je več kot 1000 endemitov, zlasti na območju masivov Velebit in Biokovo ter na območju jadranskih otokov in kraških rek. Zakonodaja ščiti 1131 vrst. Najresnejša grožnja tem vrstam so izgube in uničevanje njihovih naravnih življenjskih okolij. Dodaten problem predstavljajo tujerodne invazivne vrste, zlasti alge Caulerpa taxifolia.
Invazivne alge redno opazujejo in odstranjujejo ter s tem ščitijo domača življenjska okolja. Številne so tudi domače sorte kulturnih rastlin in pasme domačih živali, ki vključujejo tudi pet pasem konj, pet pasem goveda, osem pasem ovc, dve pasmi prašičev in pasmo perutnine. Tudi med temi domačimi pasmami jih je že devet ogroženih ali kritično ogroženih.
Na ozemlju Hrvaške je 408 zaščitenih območij, kar predstavlja 9,2 % ozemlja. To vključuje osem narodnih parkov, dva naravna rezervata in enajst naravnih parkov. Najbolj znan in hkrati najstarejši je narodni park Plitvička jezera, ki je tudi uvrščen na Unescov seznam svetovne dediščine. Narodni park Severni Velebit je del Unescovega Program Človek in biosfera (Man and the Biosphere Programme). Zaščitene rezervate in posebne rezervate upravlja država, medtem ko so ostala območja upravljajo županije. Leta 2005 je bila vzpostavljena Nacionalna ekološka mreža kot prvi korak pri pridruževanju Evropski uniji in pridruževanju programu Natura 2000.

### Narodni parki
Kot narodni park so opredeljena naslednja območja:
- Brioni
- Kornati
- Krka
- Mljet
- Paklenica
- Plitvička jezera
- Risnjak
- Severni Velebit.

### Podnebje
V večini Hrvaške prevladuje zmerno toplo in deževno celinsko podnebje, kot ga določa Köppnova podnebna klasifikacija. Srednja mesečna temperatura se giblje med −3 °C v januarju in 18 °C v juliju. Najhladnejša dela Hrvaške sta Lika in Gorski Kotar, kjer najdemo snežno gozdnato podnebje na nadmorskih višinah nad 1200 m. Najtoplejši deli Hrvaške so ob Jadranskem morju in v neposrednem zaledju, kjer prevladuje sredozemsko podnebje in temperaturne vrhunce umirja bližina morja. Posledično se najvišje temperature pojavljajo v celinskem delu: najnižjo temperaturo −35,5 °C so 3. februarja 1919 izmerili v Čakovcu, najvišjo, 42,8 °C, pa 4. avgusta 1981 v Pločah.
Srednja letna količina padavin se giblje med 600 mm in 3500 mm, odvisno od geografskega področja in prevladujočega podnebnega tipa. Najmanj padavin tako beležijo na zunanjih otokih (Biševo, Lastovo, Svetac, Vis) in v vzhodnem delu Slavonije, pri čemer se v Slavoniji padavine pojavljajo zlasti v sezoni rasti poljščin. Najvišjo količino padavin pa beležimo v Dinari in Gorskem Kotarju.
Prevladujoči vetrovi v notranjosti so šibki do zmerni severovzhodni ali jugozahodni, ob obali pa so odvisni od lokalne oblike površja. Močnejši vetrovi so pogostejši v hladnejših mesecih leta, največkrat v obliki burje ali, redkeje, široka. S soncem najbolj obdarjeni deli države so zunanji otoki, zlasti Hvar in Korčula, z okoli 2700 ur obsijanosti letno, sledijo pa Srednji in Južni Jadran ter severna jadranska obala z več kot 2000 urami sončne svetlobe letno.

## Politika
Republika Hrvaška je unitarna država s parlamentarnim sistemom upravljanja. Ob razpadu vladavine komunistične stranke v SFR Jugoslaviji je leta 1990 Hrvaška izvedla prve večstrankarske volitve in sprejela novo ustavo. 9. oktobra 1991 je razglasila neodvisnost in s tem še prispevala k razpadu Jugoslavije ter v letu 1992 prejela priznanje s strani številnih držav in postala članica OZN. V skladu z ustavo iz leta 1990 je Hrvaška delovala po polpredsedniškem sistemu do leta 2000 (dolgoletni predsednik Franjo Tuđman je umrl leta 1999), ko je prešla na parlamentarni sistem. Veje oblasti so zakonodajna, izvršna in sodna.
Predsednik republike (hrvaško predsjednik Republike) vodi državo ter je voljen neposredno za petletno obdobje; po ustavi je lahko izvoljen največ dvakrat. Poleg vrhovnega poveljstva hrvaških oboroženih sil ima na podlagi soglasja parlamenta proceduralno vlogo imenovanja predsednika vlade ter ima nekaj vpliva na državno zunanjo politiko. Na tem položaju je trenutno Zoran Milanović.
Hrvaško vlado vodi predsednik vlade, ki ima štiri namestnike ter šestnajst ministrov, ki bdijo vsak nad svojim področjem. Kot izvršna veja oblasti je vlada pristojna za predlaganje zakonodaje in proračuna, izvrševanje zakonov ter vodenje zunanje in notranje politike države. Sedež vlade je v Banskih dvorih v Zagrebu. Hrvaško vlado trenutno vodi Andrej Plenković.
Enodomni parlament (Sabor) nosi zakonodajno vlogo. Drugi dom parlamenta, Dom županij (Županijski dom), ki je bil vzpostavljen leta 1993, so opustili leta 2001. Predstavniki v Saboru, katerih število se giblje med 100 in 160, so voljeni za štiriletno obdobje. Seje Sabora potekajo med 15. januarjem in 15. julijem ter 15. septembrom in 15. decembrom. Dve najmočnejši stranki sta HDZ (Hrvatska demokratska zajednica) in SDP (Socijaldemokratska partija Hrvatske)

### Upravna delitev
Hrvaška je upravno razdeljena na 20 administrativnih enot, imenovanih županije, glavno mesto je Zagreb, ki pa ima poseben status.

| Županija                                              | Sedež          | Površina (km2) | Prebivalstvo po popisu leta 2011 |
| ----------------------------------------------------- | -------------- | -------------- | -------------------------------- |
| Bjelovar-Bilogora / Bjelovarsko-bilogorska županija   | Bjelovar       | 2.652          | 119.743                          |
| Brod-Posavina / Brodsko-posavska županija             | Slavonski Brod | 2.043          | 158.559                          |
| Dubrovnik-Neretva / Dubrovniško-neretvanska županija  | Dubrovnik      | 1.783          | 122.783                          |
| Istra / Istrska županija                              | Pazin          | 2.820          | 208.440                          |
| Karlovec / Karlovška županija                         | Karlovec       | 3.622          | 128.749                          |
| Koprivnica-Križevci / Koprivniško-križevska županija  | Koprivnica     | 1.746          | 115.582                          |
| Krapina-Zagorje / Krapinsko-zagorska županija         | Krapina        | 1.224          | 133.064                          |
| Lika-Senj / Liško-senjska županija                    | Gospić         | 5.350          | 51.022                           |
| Medžimurje / Medžimurska županija                     | Čakovec        | 730            | 114.414                          |
| Osijek-Baranja / Osiješko-baranjska županija          | Osijek         | 4.152          | 304.899                          |
| Požega-Slavonija / Požeško-slavonska županija         | Požega         | 1.845          | 78.031                           |
| Primorje-Gorski kotar / Primorsko-goranska županija   | Reka           | 3.582          | 296.123                          |
| Sisek-Moslavina / Siško-moslavška županija            | Sisek          | 4.463          | 172.977                          |
| Split-Dalmacija / Splitsko-dalmatinska županija       | Split          | 4.534          | 455.242                          |
| Šibenik-Knin / Šibeniško-kninska županija             | Šibenik        | 2.939          | 109.320                          |
| Varaždin / Varaždinska županija                       | Varaždin       | 1.261          | 176.046                          |
| Virovitica-Podravina / Virovitiško-podravska županija | Virovitica     | 2.068          | 84.586                           |
| Vukovar-Srem / Vukovarsko-sremska županija            | Vukovar        | 2.448          | 180.117                          |
| Zadar / Zadrska županija                              | Zadar          | 3.642          | 170.398                          |
| Zagreb / Zagrebška županija                           | Zagreb         | 3.078          | 317.642                          |
| Zagreb                                                | Zagreb         | 641            | 792.875                          |

### Mednarodni odnosi
Hrvaška ima vzpostavljene diplomatske odnose s 194 državami. Glede na stanje leta 2019 Hrvaška vzdržuje mrežo preko 54 veleposlaništev, 28 konzulatov in osem stalnih diplomatskih misij. Poleg tega je na Hrvaškem 52 tujih veleposlaništev in 69 konzulatov, skupaj s pisarnami mednarodnih organizacij, kot so Evropska banka za obnovo in razvoj (EBRD), Mednarodna organizacija za migracije, Organizacija za varnost in sodelovanje v Evropi (OVSE), Svetovna banka, Svetovna zdravstvena organizacija (WHO), Mednarodni tribunal za zločine na ozemlju bivše Jugoslavije (ICTY), Visoki komisar Združenih narodov za begunce in UNICEF.
Od leta 2003 dalje se je hrvaška zunanja politika osredotočala na strateški cilj pridružitve Evropski uniji. 9. decembra 2011 je Hrvaška zaključila pridružitvena pogajanja in z Evropsko unijo podpisala pristopno izjavo. Z dejanskim vstopom v EU 1. julija 2013 je Hrvaška zaključila proces, ki se je začel leta 2001. Ponavljajoči se oviri med pridružitvenimi pogajanji sta bili hrvaško nesodelovanje z Mednarodnim sodiščem za zločine na ozemlju bivše Jugoslavije in slovensko zaustavljanje pogajanj zaradi nerešenih mejnih vprašanj. Zadnje naj bi rešili z arbitražnim sporazumom, podpisanim leta 2009, toda zaradi dogodkov med arbitražo Hrvaška ne priznava rezultatov. V začetku leta 2019 je stanje tako, da ima Hrvaška nerešena mejna vprašanja z vsemi državami z ozemlja bivše Jugoslavije, na katere meji (Slovenija, Srbija, Bosna in Hercegovina, Črna gora).
Drug hrvaški strateški cilj za to obdobje je bil članstvo v NATO. Hrvaška se je leta 2000 vključila v Partnerstvo za mir, leta 2008 je bila povabljena v NATO, ki se mu je formalno pridružila 1. aprila 2009. Hrvaška je v letih 2008–2009 bila tudi nestalna članica Varnostnega sveta Združenih narodov, kar je v letu 2008 vključevalo tudi predsedstvo. Hrvaška se trenutno pripravlja za vstop v schengensko območje, kjer je problematična zlasti dolga meja z BiH.

### Vojska
Oborožene sile Republike Hrvaške (OSRH) sestavljajo Hrvaško vojno letalstvo in protizračna obramba, Hrvaška kopenska vojska in Hrvaška vojna mornarica, poleg poveljstva za izobraževanje in podporo. OSRH vodi Vrhovni štab, ki poroča ministru za obrambo, ki pa nato na tem področju poroča predsedniku države. V skladu z ustavo je predsednik države tudi vrhovni poveljnik oboroženih sil in v primeru grozeče nevarnosti med vojno poveljuje neposredno Vrhovnemu štabu.
Po zaključku t.i. domovinske vojne med letoma 1991–95 so se obseg in izdatki za hrvaške oborožene sile ves čas zmanjševali. Tako je bila potrošnja leta 2005 2,39 % BDP, leta 2017 pa le še 1,32 % BDP, kar je znatno manj kot rekordna stopnja 11,1 % BDP leta 1994. Številčna popolnjenost je tradicionalno temeljila na naborniškem sistemu, so pa hrvaške oborožene sile pred pridružitvijo zvezi NATO izvedle številne reforme, ki so se osredotočale na zmanjševanje kadra, prestrukturiranje sestave in profesionalizacijo. Leta 2016 je bilo v oboroženih silah 15.977 zaposlenih. Številka zajema 14.474 vojaških oseb, od tega 1539 ali 10,63 % žensk, in 1503 državnih uslužbencev in nameščencev, od tega 537 ali 35,73 % žensk, s čimer se nadaljuje rast deleža žensk v vseh kategorijah vojaškega in drugega osebja hrvaških oboroženih sil.
Obvezno služenje vojaškega roka je bilo ukinjeno januarja 2008. Dotlej je bil za moške nad 18 let obvezen šestmesečni vojaški rok, ki je že skrajšan s prejšnjih devet mesecev do leta 2001. Alternativa je bila osemmesečno civilno služenje roka.
Leta 2018 je bilo v različnih vojaških misijah po svetu razporejenih 550 pripadnikov hrvaških oboroženih sil, od tega glavnina v okviru različnih NATO-vih operacij (Afganistan ...), poleg tega pa tudi misije v okviru Združenih narodov in Evropske unije.
Na Hrvaškem deluje tudi relativno močna oborožitvena industrija. Tako je izvoz opreme in orožja leta 2016 znašal 224 milijonov EUR, kar je več kot 100% povečanje glede na predhodno leto. Tega leta je bila Hrvaška tretji največji izvoznik orožja v ZDA, zlasti na račun pištol HS2000 proizvajalca HS Produkt.
V letih 2024 in 2025 bo Hrvaška posodobila svoje vojno letalstvo, ko naj bi prevzela 12 rabljenih letal Dassault Rafale ter spremljajočo oborožitev. Vrednost posla se ocenjuje na več kot milijardo EUR.

## Demografija

### Prebivalstvo
Ob popisu prebivalstva leta 2021 je Republika Hrvaška štela 3.871.833 prebivalcev. Povprečna gostota poselitve je 68,5 prebivalca na kvadratni kilometer. Pričakovana življenjska doba novorojenčka je v letu 2016 znašala 78,2 leta.
Prebivalci (glede na zadnji popis) so Hrvati (91,63 %), med pomembnejše etnične skupnosti v državi pa sodijo še:
- Srbi: 3,20 %
- Bošnjaki: 0,62 %
- Romi: 0,46 %
- Italijani: 0,36 %
- Albanci: 0,36 %[1]

Eden glavnih prebivalstvenih izzivov trenutne Hrvaške je nizka rodnost, izseljevanje mladih ter staranje preostalega prebivalstva. Tako naj bi se po nekaterih ocenah do leta 2050 število prebivalcev zmanjšalo kar za 17 %.
Rodnost trenutno znaša 1,43 otroka na mater. kar je ena najnižjih rodnosti v svetovnem merilu. Od leta 1991 hrvaška stopnja smrtnosti neprestano presega stopnjo rodnosti. Do leta 2008 je Hrvaška beležila pozitiven migracijski saldo (pozitivno razmerje med doseljenimi in izseljenimi), zlasti na račun priseljencev iz BiH, od takrat dalje, še zlasti po pridružitvi EU, pa Hrvaška tudi tu beleži vedno višji negativni saldo, ki še dodatno pripomore k zmanjševanju števila prebivalcev. Med letoma 2011 in 2018 se je prebivalstvo tako zmanjšalo za 170.491, od tega skoraj 150 tisoč po vstopu Hrvaške v EU.

### Religija
Hrvaška je večinsko katoliška država. Ob popisu leta 2021 se je 78,97 % prebivalcev izreklo za rimokatolike, 3,32 % za pravoslavce, za neverujoče in ateiste 4,71 % prebivalcev in za muslimane 1,32 %. Pravoslavci v večini pripadajo srbski etnični manjšini, za muslimane pa se opredeljujejo Bošnjaki in Albanci, živeči na Hrvaškem.
Odnos do religije na Hrvaškem je kompleksen, kar velja tudi za ostale države bivše Vzhodne Evrope: vera se pojmuje kot osebno prepričanje in sredstvo identifikacije z narodnostjo, vendar zunanje obeleževanje vere (obiskovanje obredov ipd.) ni pogosto. Hkrati večina prebivalstva zagovarja ločevanje cerkve od države, po drugi strani pa Hrvaška precej proračunskih sredstev nameni za delovanje verskih skupnosti, zaradi številčnosti zlasti katoliške Cerkve.

## Gospodarstvo

### Osnovni kazalci in gospodarsko okolje
| Največja hrvaška podjetja po prometu 2015 | Največja hrvaška podjetja po prometu 2015 | Največja hrvaška podjetja po prometu 2015 | Največja hrvaška podjetja po prometu 2015 | Največja hrvaška podjetja po prometu 2015 |
| Rank                                      | Name                                      | Prihodki (Mil. €)                         | Dobiček (Mil. €)                          |                                           |
| ----------------------------------------- | ----------------------------------------- | ----------------------------------------- | ----------------------------------------- | ----------------------------------------- |
| 1                                         | Agrokor                                   | 6,435                                     | 131                                       |                                           |
| 2                                         | INA                                       | 2,476                                     | 122                                       |                                           |
| 3                                         | Konzum                                    | 1,711                                     | 18                                        |                                           |
| 4                                         | Hrvatska elektroprivreda (HEP)            | 1,694                                     | 260                                       |                                           |
| 5                                         | Orbico Group                              | 1,253                                     | 17                                        |                                           |

| Največja hrvaška podjetja po prometu 2017 | Največja hrvaška podjetja po prometu 2017 | Največja hrvaška podjetja po prometu 2017 | Največja hrvaška podjetja po prometu 2017 | Največja hrvaška podjetja po prometu 2017 |
| Rank                                      | Name                                      | Prihodki (Mil. €)                         | Dobiček (Mil. €)                          |                                           |
| ----------------------------------------- | ----------------------------------------- | ----------------------------------------- | ----------------------------------------- | ----------------------------------------- |
| 1                                         | INA                                       | 2,413                                     | 191,7                                     |                                           |
| 2                                         | Prvo plinarsko društvo (PPD)              | 1,029                                     | 34,1                                      |                                           |
| 3                                         | Hrvatska elektroprivreda (HEP)            | 1,028                                     | 48,9                                      |                                           |
| 4                                         | Hrvatski Telekom                          | 837                                       | 113,1                                     |                                           |
| 5                                         | Petrol                                    | 627                                       | 8,2                                       |                                           |

Po klasifikaciji Združenih narodov Hrvaška sodi med visokodohodkovna gospodarstva. Mednarodni denarni sklad hrvaški nominalni BDP za leto 2017 ocenjuje na 53,5 milijarde USD ali 12.863 USD na prebivalca, medtem ko je po pariteti kupne moči BDP ocenjen na 100 milijard USD oziroma 24.095 USD na prebivalca. Po podatkih Eurostat-a je hrvaški ocenjeni BDP na prebivalca po pariteti kupne moči za leto 2012 znašal 61 % povprečja EU, leta 2018 pa 62 % povprečja EU; za primerjavo: slovenski BDP na prebivalca po pariteti kupne moči je v letu 2018 znašal 85 % povprečja EU.
Povprečna mesečna neto plača hrvaškega delavca v januarju 2017 je bila 5895 hrvaških kun (HRK) – približno 800 EUR, povprečna bruto plača pa 7911 HRK (približno 1070 EUR) mesečno. Stopnja nezaposlenosti na Hrvaškem je v decembru 2018 v primerjavi z istim mesecem 2017 padla z 12,2 % na 9,6 %, tako da je število nezaposlenih znašalo 148.919. V obdobju 1996 do 2018 je povprečna stopnja nezaposlenosti znašala 17,4 %, z vrhuncem 23,6 % januarja 2002 in najnižjo stopnjo 8,4 % nezaposlenih septembra 2018. Na stopnjo nezaposlenosti znotraj enega leta močno vpliva sezonsko zaposlovanje (turizem, kmetijstvo).
Leta 2017 je v gospodarstvu prevladoval storitveni sektor z okoli 70 % BDP, sledi industrija z okoli 26,2 % in kmetijstvo z okoli 3,7 %. Temu ustreza tudi zaposlitev: storitve 70,8 %, industrija 27,3 %, kmetijstvo 1,9 %. Industrijske panoge po pomembnosti: kemija in plastika, orodjarstvo, kovinski izdelki, elektronika, surovo obdelani kovinski izdelki in valjana pločevina, aluminij, papir, lesni izdelki, gradbeni material, tekstilni izdelki, ladjarstvo (še pred desetletjem ena glavnih panog), nafta in derivati, hrana in pijača, turizem. Glavni kmetijski pridelki: žito, koruza, ječmen, sladkorna pesa, sončnice, oljna repica, detelja, krompir, zelje, čebula, paradižnik, paprike, sadje (jabolka, slive. mandarine, olive), grozdje za vino, živina (govedo, prašičereja).
Izvoz po tekočih cenah znaša 13,15 milijarde USD (ocena 2017). Glavni izvozni trgi so Italija (13,4 %), Nemčija (12,2 %), Slovenija (10,6 %), Bosna in Hercegovina (9,8 %), Avstrija (6,2 %) in Srbija (4,8 %; 2017). V izvozu prevladuje transportna oprema, stroji, tekstil, kemični izdelki in prehrambeni izdelki.
Privatizacija državnih podjetij se je začela, toda z mešanimi rezultati. Spremljale so jo korupcijske afere, med najbolj odmevnimi je bila vloga bivšega premiera Iva Sanaderja pri prodaji podjetja INA madžarskemu MOL-u. Trenutno potrošnja proračunskih uporabnikov znaša 19 % BDP. Izzivi ostajajo neenaka regijska razvitost, zahtevno investicijsko okolje, neučinkovito sodstvo ter izgube izobraženega mladega kadra, ki svoje priložnosti in boljše dohodke išče drugje v Evropski skupnosti. Leta 2018 je stopnja zaznane korupcije, ki jo objavlja organizacija Transparency International (100 = ni korupcije, 0 = popolnoma koruptivno), znašala 48/100, kar Hrvaško uvršča na 60./180 mesto v svetu (Slovenija: stopnja 60/100, 36./180) Javni dolg je junija 2013 znašal 59,5 % državnega BDP, leta 2016 82,3 % BDP in 2017 77,8 % BDP. 1. januarja 2023 je Hrvaška hrvaške kune nadomestila z evri po menjalnem tečaju 7,5345 kune za evro.

### Turizem
V hrvaškem storitvenem sektorju je močno prisoten turizem, ki k BDP prispeva okoli 20 %. V letu 2017 je ocenjen prihodek v višini 9,5 milijarde evrov. Njegovi pozitivni učinki se čutijo v celotnem hrvaškem gospodarstvu v smislu višjih prihodkov v maloprodaji, prehrambeni industriji ter sezonskih zaposlitev. Pomen industrije je zlasti v izvozu, saj znatno prispeva k zmanjševanju zunanjega trgovinskega primanjkljaja države. Od zaključka hrvaške vojne za neodvisnost je število turistov nenehno raslo in doseglo petkratnik medvojnega obiska, tj. 14 milijonov turistov letno. Najštevilčnejši so turisti iz Nemčije, Avstrije, Slovenije, Italije, Poljske, Češke in Slovaške, Velike Britanije in same Hrvaške. Leta 2015 je bila povprečna doba bivanja 5 dni.
Glavnina turistične industrije je zgoščena ob obali Jadranskega morja. Opatija je bila prvo turistično letovišče; turizem se je začel razvijati sredi 19. stoletja, do 1890-ih pa je že postala eno najbolj prepoznavnih zdravilnih letovišč v Evropi. Kasneje se je na otokih in ob obali razvilo še več različnih letovišč, ki so nudila storitve tako za množični turizem kot za različne nišne trge. Eden najrazvitejših izmed teh je navtični turizem, saj so na voljo številne marine z več kot 16.000 privezi; kulturni turizem gradi na privlačnosti obalnih srednjeveških mest in z množico poletnih kulturnih prireditev privablja množice turistov. Deskarji obiskujejo Bol na Braču in Viganj na Pelješcu. V notranjosti se razvijajo kmečki turizem, gorska letovišča in zdraviliški turizem. Pomembnejša turistična destinacija je tudi glavno mesto Zagreb, ki se že kosa z obalnimi letovišči. Božični sejem v Zagrebu je bil že večkrat prepoznan kot eden najatraktivnejših v Evropi.
Hrvaško morje je precej neonesnaženo, kar se izkazuje skozi številne naravne rezervate in 116 plaž z modro zastavo. Po številu turistov se Hrvaška uvršča med 20 najbolj obiskanih držav na svetu.

### Infrastruktura
Glavnina zadnjih hrvaških vlaganj v razvoj infrastrukture je bila osredotočena v izgradnjo avtocest, ki so bile večinoma zgrajene v poznih 1990-ih in v začetku 2000-ih. Tako je leta 2019 na Hrvaškem uporabnikom na voljo 1313,8 kilometrov avtocest in hitrih cest, ki povezujejo Zagreb z vsemi deli države in se širše vključujejo v štiri panevropske cestne koridorje. Najbolj prometni sta avtocesti A1 med Zagrebom in Splitom in A3 od Zagreba proti Beogradu. Hrvaške avtoceste so bile večkrat prepoznane kot ene najvarnejših v Evropi. Široko razprostranjena mreža državnih cest služi kot povezovalne poti do avtocest in hkrati povezuje tudi glavna naselja v državi. 
Po ozemlju Hrvaške poteka 2722 kilometrov železniških prog, od katerih je 984 kilometrov elektrificiranih in 254 kilometrov dvotirnih. Najpomembnejše so tiste na panevropskih koridorjih Vb in X, ki povezujejo Reko z Budimpešto in Ljubljano z Beogradom, pri čemer obe potekata preko Zagreba. Vse storitve na omrežju opravljajo Hrvatske željeznice (HŽ). Posebnost železniške proge do Pulja v Istri je, da je z ostalim omrežjem na Hrvaškem povezana le preko slovenskega ozemlja, zaenkrat brez kratkoročnih načrtov o neposredni povezavi, za katero bi bilo potrebno izvrtati predor pod Učko. Eden večjih načrtovanih projektov je nova, t. i. "nižinska proga" na relaciji Reka–Zagreb z nizkim naklonom za povečanje prepustnosti obstoječe povezave (podobno kot slovenska povezava Divača–Koper), ki pristanišču Reka služi že od 19. stoletja. Izgradnja je načrtovana do leta 2030, en krak pa naj bi sicer povezal tudi istrsko progo.
Mednarodna letališča so v Dubrovniku, Osijeku, Puli, Reki, Splitu, Zadru in Zagrebu. Največje in najprometnejše letališče je Letališče Franja Tuđmana v Zagrebu. Hrvaška ustreza varnostnim mednarodnim standardom organizacije IATA, ameriška Zvezna organizacija za letalstvo (FAA) pa jo uvršča v kategorijo 1.
Najprometnejše tovorno pristanišče na Hrvaškem je Reka (hrv. Rijeka), največ potnikov pa potuje skozi pristanišči Split in Zadar. Poleg tega množica manjših pristanišč omogoča trajektni promet, ki služi večinoma povezavam med otoki in celino, nekateri pa tudi mednarodnemu prometu, zlasti z južno Italijo. Največje rečno pristanišče je Vukovar ob Donavi, ki predstavlja tudi državno izhodišče za panevropski koridor št. VII.
Po hrvaškem ozemlju poteka 631 km naftovodov, ki pristanišče Reka povezujejo z rafinerijama v Reki in Sisku, ter še ostali tranzitni naftovodi. Sistem ima zmogljivost več kot 20 milijonov ton letno. Sistem za distribucijo zemeljskega plina sestavlja 2113 km glavnih in regionalnih plinovodov ter več kot 300 pripadajočih objektov, ki povezujejo vrtine, centralno skladišče Okoli, 27 večjih končnih odjemalcev in 37 distribucijskih sistemov.
Hrvaška lastna proizvodnja energije pokriva 85 % potreb po zemeljskem plinu in 19 % potreb po nafti. Leta 2013 je 30 % energetskih potreb pokrival zemeljski plin, nafta 12,4 %, drva 14,3 %, vodna energija 38,1 %, obnovljivi viri 3,7 %. Leta 2013 je bila neto proizvodnja električne energije 13.431 GWh, pri čemer je bila stopnja samooskrbe 54,3%. Glavnino uvoza energije predstavlja uvoz iz Jedrske elektrarne Krško, ki si jo Slovenija in Hrvaška delita v lastništvu 50:50, pri čemer NEK zagotavlja 15 % hrvaške porabe elektrike.

## Kultura

### Splošno
Zaradi svoje zemljepisne lege Hrvaška predstavlja mešanico štirih kultur. Kultura se je razvijala na stičišču vplivov zahodne in vzhodne – od shizme med Zahodnim rimskim cesarstvom in Bizantinskim cesarstvom; prav tako pa tudi pod vplivom srednjeevropske in sredozemske kulture. Najpomembnejše obdobje za narodno kulturno zgodovino je bilo v času Ilirskega gibanja, saj se je 19. stoletje izkazalo ključno za emancipacijo hrvaškega jezika in je prišlo do dotlej nevidenega razvoja na vseh področjih umetnosti in kulture ter pojava mnogih sedaj pomembnih zgodovinskih osebnosti.
Za ohranjanje in razvoj naravne in kulturne dediščine je krovno zadolženo hrvaško Ministrstvo za kulturo. Nekatere dodatne aktivnosti se izvajajo tudi na ravni lokalne uprave. Unescov seznam svetovne dediščine vsebuje tudi deset vpisov na Hrvaškem. Hrvaška je prav tako bogata z nesnovno kulturno dediščino; na Unescov seznam svetovne dediščine je tako uvrščenih tudi 15 vpisov na Hrvaškem, kar Hrvaško v svetovnem merilu uvršča na četrto mesto. Svetovno poznan hrvaški kulturni doprinos je kravata, ki je nastala iz dodatka, ki so ga v francoski vojski v 17. stoletju nosili hrvaški naborniki.
Hrvaška se uvršča med države z visokim indeksom človekovega razvoja (HDI – Human Development Index), z visoko enakostjo tako za moške kot za ženske. V državi se posveča skrb tudi osebam z gibalnimi motnjami. Priznavanje istospolnih zvez se je v zadnjih desetletjih izboljševalo ter se na koncu odrazilo v civilnih zvezah julija 2014, s katerimi so istospolnim parom zagotovljene enake pravice do dedovanja in davčnih olajšav kot heteroseksualnim, omejena pa ostaja pravica do posvojitve. Kljub vsemu je bilo na podlagi referenduma iz decembra 2013 v ustavo zapisano, da se izraz poroka nanaša izključno na zvezo moškega in ženske. Svet Evrope je ob dogodkih, povezanih z vsakoletno komemoracijo žrtvam povojnega poboja beguncev pri Pliberku, leta 2018 izrazil tudi posebno zaskrbljenost ob pojavih "desnih ekstremistov in neofašistov na Hrvaškem."
Kot najpomembnejše sodobne posameznike lahko štejemo tri dobitnike Nobelove nagrade: Ivo Andrić za književnost, Vladimir Prelog in Lavoslav Ružička za kemijo.

### Znanost
Iz Hrvaške izhaja kar nekaj znanih znanstvenikov in izumiteljev. Slavoljub Eduard Penkala je izumitelj kemičnega svinčnika, in Nikola Tesla je izumil generator izmenične elektike, transformator in rotirajoče magnetno polje. Tesla je pogosto opredeljen kot človek, ki je izumil dvajseto stoletje. Faust Vrančić je izumil padalo, Ivan Lupis-Vukić pa torpedo. Ivan Vučetić je izumitelj daktiloskopije, metode identifikacije s pomočjo prstnih odtisov. Antun Lučić je zaslužen za izum prve naftne vrtine. Najpomembnejši znanstveniki so Ruđer Bošković, Dragutin Gorjanović-Kramberger, Andrija Mohorovičić in Milutin Milanković. Ivan Lučić se pojmuje kot oče hrvaškega zgodovinopisja, ostali pomembni zgodovinarji pa so še Juraj Rattkay, Ivan Kukuljević Sakcinski, Franjo Rački, Tadija Smičiklas, Vjekoslav Klaić in Ferdo Šišić.

### Umetnost in literatura
Arhitektura v Hrvaški odraža vplive sosednjih narodov. Avstrijski in madžarski vpliv je viden na javnih mestih in zgradbah v severnih ter osrednjih regijah, ob obali in v Istri pa je viden beneški vpliv. Po umetnikih imenovani večji trgi, lepo negovani parki ter peš cone so značilnosti starejših mest, zlasti tistih, kjer so se uporabljala načela baročnega načrtovanja mest; primeri so Osijek (Tvrđa), Varaždin in Karlovec. Sodobnejša arhitektura izkazuje vplive art nouveau. Ob obali se sredozemska arhitektura meša z močnimi beneškimi in renesančnimi vplivi, kar je vidno skozi dela arhitektov, kot sta npr. Jurij Dalmatinac in Niccolò Fiorentino, ki sta prispevala k podobi stolnice sv. Jakoba v Šibeniku.
Najstarejši ohranjeni primeri stare hrvaške arhitekture so cerkve iz 9. stoletja, med katerimi po velikosti izstopa cerkev sv. Donata v Zadru.
Poleg arhitekture, skozi katero so se ohranila najstarejša hrvaška umetnostna dela, se je do srednjega veka zvrstilo večje število umetnikov. Iz tega obdobja je npr. kamniti portal Trogirske stolnice, delo mojstra Radovana, ki je najpomembnejši romanski spomenik. Renesančni vpliv je najbolj opazen ob jadranski obali, saj so drugi deli Hrvaške bili vpleteni v stoletne hrvaško-turške spopade. Z ugašanjem Osmanskega cesarstva se je umetnost razcvetela v obdobju baroka in rokokoja. V 19. in 20. stoletju so se uveljavili številni umetniki, ki so jih pri tem podpirali meceni, kot na primer škof Josip Juraj Strossmayer. Svetovno slavo sta dosegla slikar Vlaho Bukovac in kipar Ivan Meštrović. Drugi znani upodabljajoči umetniki so še: kipar in arhitekt Jurij Dalmatinac in slikarji Mato Celestin Medović, Ivan Generalić, Julije Klović, Jozo Kljaković, Edo Murtić, Krsto Hegedušić, Ivan Rabuzin, in drugi.
Baška plošča z otoka Krka, ki izvira iz obdobja okoli leta 1100, se šteje kot najstarejši ohranjen zapis v hrvaščini. Začetek vidnejšega razvoja hrvaške literature označuje renesansa in Marko Marulić. Poleg Marulića so znani literati še renesančni pisec dramatike Marin Držić, baročni pesnik Ivan Gundulić, hrvaški narodni preroditelj pesnik Ivan Mažuranić, romanopisec, dramatik in pesnik August Šenoa, otroška pisateljica Ivana Brlić-Mažuranić, pisateljica in novinarka Marija Jurić Zagorka, pesnik in pisec Antun Gustav Matoš, pesnik Antun Branko Šimić, ekspresionistični in realistični pisec Miroslav Krleža, pesnik Tin Ujević ter romanopisec in esejist Ivo Andrić.
Na Hrvaškem deluje 95 poklicnih gledališč, 30 poklicnih gledališč za otroke in 52 amaterskih gledaliških skupin, katerih predstave skupaj letno obišče več kot 1,5 milijona obiskovalcev. Poklicna gledališča zaposlujejo približno 1200 igralcev. Na ozemlju Hrvaške deluje tudi 46 poklicnih orkestrov, ansamblov in zborov, ki letno zberejo preko 300.000 gledalcev. Skupaj 166 kinematografov zbere več kot 4,8 milijona obiskovalcev letno. V državi deluje tudi 222 muzejev s skupaj preko 2,7 milijona obiskovalcev letno (2016). Dostop do tiskane besede in drugih vsebin zagotavlja mreža 1768 knjižnic, ki hranijo 26,8 milijona enot knjižničnega gradiva, ter 19 državnih arhivov.

### Unescova svetovna dediščina
Na Unescov seznam svetovne dediščine so uvrščeni:
- Kulturna dediščina (9)
  - Episkopalni kompleks Evfrazijeve bazilike v zgodovinskem centru Poreča (1997)
  - Zgodovinsko mesto Trogir (1997)
  - Zgodovinsko jedro mesta Split z Dioklecijanovo palačo (1979)
  - Staro mesto Dubrovnik (1979)
  - Planjava pri Starem gradu na otoku Hvar (ohranjen starogrški kataster polj) (2008)
  - Stolnica sv. Jakoba, Šibenik (2000)
  - Stečki (srednjeveški nagrobni spomeniki; skupaj z BiH, Srbijo in Črno goro) (2016)
  - del Beneških obrambnih del med 15. in 17. stoletjem: Stato da Terra - zahodni Stato da Mar: Trdnjava sv. Nikola, Šibenik-Knin in Obrambni sistem Zadra (2017)
  - Starodavni prvobitni bukovi gozdovi Karpatov in drugih delov Evrope; skupaj 12 držav (2017)
- Naravna dediščina (1)
  - Narodni Park Plitvička jezera (1979)

- Episkopalni kompleks Evfrazijeve bazilike, Poreč
- Zgodovinsko mesto Trogir
- Zgodovinsko jedro mesta Split z Dioklecijanovo palačo iz 4. stoletja
- Staro mesto Dubrovnik
- Planjava pri Starem gradu na otoku Hvar
- Katedrala sv. Jakoba, Šibenik
- Stečki v bližini Imotskega
- Utrjena mestna vrata v Zadru
- Narodni Park Plitvička jezera

### Mediji
Svoboda tiska in svoboda govora sta zagotovljeni z ustavo Republike Hrvaške. Hrvaška je leta 2018 zasedla 69. mesto v svetu po merjenju indeksa novinarske svobode (Press Freedomm Index), medtem ko je leta 2010 zasedala 62. mesto. Kot ena glavnih težav tiska se izpostavljajo fizični napadi in psihološki pritisk na raziskovalne novinarje, ki obdelujejo korupcijo, organiziran kriminal in vojne zločine, ter neprestano vmešavanje politike v vsebine na nacionalnem radiu in televiziji. Državna tiskovna agencija HINA nudi tekoče informacije o politiki, gospodarstvu, družbi in kulturi v hrvaškem in angleškem jeziku.
Leta 2010 je bilo objavljeno 7348 knjig in brošur, skupaj z 2676 revijami in 267 časopisi. Leta 2017 je delovalo 147 radijskih postaj; štiri radijske postaje so s programom pokrivale celotno državo, ostale radijske postaje so bile regionalne ali lokalne. Po statusu radijske postaje jih je bilo 18 javnih organizacij, 11 neprofitnih in 118 komercialnih. Delovalo je tudi 27 TV postaj, od tega ena javna (HRT – Hrvatska radiotelevizija). Leta 2015 sta bila posneta dva igrana filma, 92 dokumentarnih, 4 risani in 39 reklamnih filmov. V letu 2009 je delovalo 784 amaterskih kulturnih in umetnostnih združenj, ki so skupaj ustvarila več kot 10.000 kulturnih, izobraževalnih in umetniških dogodkov. Trg knjižnega založništva obvladuje nekaj večjih založb, ki svojo ponudbo pogosto predstavijo na osrednjem letnem sejmu Interliber, ki poteka na lokaciji Zagrebškega velesejma.
Na trgu tiskanih medijev prevladujeta Europapress Holding in Styria Media Group, ki izdajata dnevnike Jutarnji list, Večernji list in 24sata. Drugi vplivni časopisi so Novi list in Slobodna Dalmacija.
Relativno majhno hrvaško filmsko produkcijo s subvencijami Ministrstva za kulturo močno podpira država, pogosto pa v koprodukcijo vstopi tudi državna HRT. Vsakoletni Puljski filmski festival kot najbolj odmevni hrvaški dogodek s področja filma gosti domače in tuje filmske ustvarjalce. Največji dosežek hrvaške filmografije je dosegel Dušan Vukotić, ki je za svoj animirani kratki film Surogat (slovensko Ponaredek) prejel oskarja.

### Kulinarika
Hrvaška tradicionalna kuhinja se razlikuje med regijami. Dalmacija in Istra črpata iz kulinaričnih vplivov italijanske in mediteranske kuhinje, ki gradita zlasti na različnih morskih jedeh, kuhani zelenjavi in testeninah ter na začimbah, kot sta oljčno olje in česen. Kontinentalna kuhinja je pod močnim vplivom avstrijske, madžarske in turške kulinarike. V tem delu prevladujejo mesne jedi, sladkovodne ribe in zelenjavne jedi.
Na Hrvaškem sta dve glavni vinorodni regiji. V kontinentalni na severovzhodu, zlasti v Slavoniji, proizvajajo vrhunska vina, še zlasti bela. Ob severni morski obali, v Istri in na otoku Krk pridelujejo podobna vina kot v sosednji Italiji in Sloveniji (od tod izhajajo tudi vzroki za spor med Hrvaško in Slovenijo glede zaščite vina teran). Južneje, v Dalmaciji, močno prevladujejo sredozemska rdeča vina. Letna proizvodnja presega 140 milijonov litrov. Hrvaška je bila do poznega 18. stoletja praktično le potrošnica vina, nakar se je pričela množična proizvodnja in potrošnja piva; letna proizvodnja piva je okoli 340 milijonov litrov, kar Hrvaško uvršča na 22. mesto v EU. Letna potrošnja piva na prebivalca je 80 litrov z vključenimi turisti in 64 litrov brez turistov. Od piva je neposredno ali posredno odvisnih 28.000 delovnih mest.

## Šport
Posebno dobre rezultate in veliko popularnosti v Hrvaški uživajo športi z žogo, kot so nogomet, rokomet, košarka in vaterpolo. GNK Dinamo iz Zagreba je edini hrvaški klub, ki je uspel osvojiti eno izmed evropskih nagrad, Pokal velesejemskih mest 1967. leta. Drugi najpopularnejši nogometni klub je splitski Hajduk, ki je od hrvaških klubov najuspešnejši v elitnih tekmovanjih, npr. Ligi prvakov, kjer je prišel do četrtfinala. Hrvaška rokometna reprezentanca je dvakratni olimpijski prvak, svetovni prvak in trikrat svetovni podprvak. Ivano Balić je pogosto označen kot najboljši rokometaš generacije. RK Zagreb je dvakratni, Bjelovar pa enkratni rokometni prvak Evrope.
Dražen Petrović se šteje za enega najboljših evropskih košarkašev vseh časov, ki je ostalim igralcem iz Evrope odprl vrata v NBA. Ostali znani košarkaši so Krešimir Ćosić, Toni Kukoč, Dino Rađa in trener Mirko Novosel, član Košarkarskega hrama slavnih. Najbolj znani košarkarski klubi so KK Split, KK Cibona in KK Zadar. Hrvatska vaterpolska reprezentanca je 2007. leta postala svetovni prvak. Zelo uspešni pa so tudi vaterpolo klubi Mladost, Jug, Jadran in POŠK. Hrvaški nogometaši so bili tretji na svetovnem prvenstvu 1998 in drugi leta 2018; Luka Modrić je na tem prvenstvu prejel tudi nagrado zlato žogo kot najboljši strelec tekmovanja.
Hrvaška je bila gostiteljica več pomembnejših športnih dogodkov, med drugim moškega Svetovnega rokometnega prvenstva 2009, Svetovnega namiznoteniškega prvenstva 2007, Svetovnega veslaškega prvenstva 2000 ter več evropskih prvenstev. Viganj na Pelješcu je 2013 gostil svetovno prvenstvo v jadranju na deski. Krovna športna organizacija je Hrvaški olimpijski komite (hrvaško Hrvatski olimpijski odbor), ustanovljen 1991, priznan ravno pravočasno, da so hrvaški športniki lahko zastopali novo državo na Zimskih olimpijskih igrah 1992 v Albertvillu, Francija. Hrvaški športniki so od samostojnosti 1991 na olimpijskih igrah osvojili več kot 40 medalj, od tega zlate v rokometu, dviganju uteži, alpskem smučanju, metu diska, streljanju, metu kopja, jadranju in veslanju.
| Olimpijske igre     | Olimpijske medalje | Olimpijske medalje | Olimpijske medalje |              |
| Olimpijske igre     | Zlata              | Srebrna            | Bronasta           | Skupaj na OI |
| ------------------- | ------------------ | ------------------ | ------------------ | ------------ |
| 1992 Albertville    | 0                  | 0                  | 0                  | 0            |
| 1992 Barcelona      | 0                  | 1                  | 2                  | 3            |
| 1994 Lillehammer    | 0                  | 0                  | 0                  | 0            |
| 1996 Atlanta        | 1                  | 1                  | 0                  | 2            |
| 1998 Nagano         | 0                  | 0                  | 0                  | 0            |
| 2000 Sydney         | 1                  | 0                  | 1                  | 2            |
| 2002 Salt Lake City | 3                  | 1                  | 0                  | 4            |
| 2004 Atene          | 1                  | 2                  | 2                  | 5            |
| 2006 Torino         | 1                  | 2                  | 0                  | 3            |
| 2008 Beijing        | 0                  | 2                  | 3                  | 5            |
| 2010 Vancouver      | 0                  | 2                  | 1                  | 3            |
| 2012 London         | 3                  | 1                  | 2                  | 6            |
| 2014 Soči           | 0                  | 1                  | 0                  | 1            |
| 2016 Rio de Janeiro | 5                  | 3                  | 2                  | 10           |
| 2020 Tokio          | 3                  | 3                  | 2                  | 8            |
| SKUPAJ:             | 18                 | 19                 | 15                 |              |

Hrvaški športniki so osvojili zlate medalje na svetovnih prvenstvih, od tega 4 v atletiki, eno v rokometu (2003), vaterpolo (2007 in 2017), eno v veslanju (2010), 6 v alpskem smučanju in 2 v taekwondoju (2011, 2007). Hrvaška je osvojila tudi teniški Davisov pokal (2005, 2018).
Sandra Perković je petkratna evropska prvakinja v metu diska, poleg tega pa tudi dvakratna olimpijska prvakinja, dvakratna svetovna prvakinja ter šestkratna dobitnica naslova Diamantne lige. 
Teniški igralec Goran Ivanišević je leta 2001 osvojil turnir v Wimbledonu. Ostali znani igralci tenisa so Ivan Ljubičić, Mario Ančić in Iva Majoli. Smučarka Janica Kostelić je najboljša hrvaška športnica vseh časov. Je edina smučarka, ki je osvojila štiri zlate olimpijske medalje, od tega tri na enih olimpijskih igrah. S štirimi zlatimi in dvema srebrnima medaljama je tudi na splošno najuspešnejša olimpijska smučarka vseh časov. Je trikratna zmagovalka Svetovnega pokala v alpskem smučanju ter petkratna svetovna prvakinja. Njen brat, Ivica Kostelić, je ravno tako dosegel opazne rezultate. Blanka Vlašić, skakalka v višino, je najboljša hrvaška atletičarka in aktualna svetovna prvakinja. Najboljši plavalci so Duje Draganja, Sanja Jovanović in Đurđica Bjedov. Željko Mavrović in Mate Parlov so najbolj znani boksarji. Tamara Boroš je najboljša tekmovalka v namiznem tenisu.
Hrvaška na splošno po nekaterih analizah v šport vlaga znatno manj od povprečja EU (0,06 % BDP; povprečje EU 28 0,33 %), kar je eden izmed dejavnikov, ki v končni fazi vpliva na nizko pričakovano življenjsko dobo prebivalstva. Po podatkih iz leta 2017 se tako 62 % Hrvatov, starejših od 15 let, ne ukvarja z nobeno telesno aktivnostjo.

## Državni prazniki
| Datum                            | Praznik                             |
| -------------------------------- | ----------------------------------- |
| 1. januar                        | Novo leto                           |
| 6. januar                        | Sveti trije kralji                  |
| 40 dni od Pepelnice, brez nedelj | Velika noč                          |
| dan po Veliki noči               | Velikonočni ponedeljek              |
| 1. maj                           | Praznik dela                        |
| 60 dni po Veliki noči            | Telovo                              |
| 22. junij                        | Dan protifašističnega boja          |
| 25. junij                        | Dan državnosti                      |
| 5. avgust                        | Dan zmage in domovinske hvaležnosti |
| 15. avgust                       | Velika Gospa                        |
| 8. oktober                       | Dan neodvisnosti                    |
| 1. november                      | Vsi sveti                           |
| 25. december                     | Božič                               |
| 26. december                     | Sv. Štefan                          |